# Ернут
Ернут (рум. Iernut, венг. Radnót, нем. Radnuten) — город в Румынии, входит в состав жудеца Муреш.
Население — 9658 человек (2007).